# Stanislav Nikitin
Stanislav Igorevitsj Nikitin (Russisch: Станислав Игоревич Никитин) (Jaroslavl, 22 juni 1995) is een Russische freestyleskiër. Hij nam onder olympische vlag deel aan de Olympische Winterspelen 2018 in Pyeongchang. Hij is de oudere broer van freestyleskiester Ljoebov Nikitina.

## Carrière
Bij zijn wereldbekerdebuut, in februari 2015 in Moskou, scoorde Nikitin direct wereldbekerpunten. In februari 2016 behaalde hij in Deer Valley zijn eerste toptienklassering in een wereldbekerwedstrijd. In februari 2017 stond de Rus in Deer Valley voor de eerste maal in zijn carrière op het podium van een wereldbekerwedstrijd. Op de wereldkampioenschappen freestyleskiën 2017 in de Spaanse Sierra Nevada eindigde Nikitin als negende op het onderdeel aerials. Tijdens de Olympische Winterspelen van 2018 in Pyeongchang eindigde hij als achttiende op het onderdeel aerials.
In Park City nam de Rus deel aan de wereldkampioenschappen freestyleskiën 2019. Op dit toernooi eindigde hij als vijfde op het onderdeel aerials, in de aerials landenwedstrijd sleepte hij samen met Maksim Boerov en Ljoebov Nikitina de bronzen medaille in de wacht.

## Resultaten

### Olympische Spelen
| Jaar | Plaats      | Resultaten  |
| ---- | ----------- | ----------- |
| 2018 | Pyeongchang | 18e Aerials |

### Wereldkampioenschappen
| Jaar | Plaats        | Resultaten                |
| ---- | ------------- | ------------------------- |
| 2017 | Sierra Nevada | 9e Aerials                |
| 2019 | Park City     | 5e Aerials · Aerials team |

### Wereldbeker
Eindklasseringen
| Seizoen   | Algm | AE  |
| --------- | ---- | --- |
| 2014/2015 | 154e | 28e |
| 2015/2016 | 68e  | 18e |
| 2016/2017 | 41e  | 9e  |
| 2017/2018 | 92e  | 19e |
| 2018/2019 | 16e  | 5e  |

Wereldbekerzeges
| Datum            | Plaats | Onderdeel |
| ---------------- | ------ | --------- |
| 16 februari 2019 | Moskou | Aerials   |